# Protoribates boraboraensis
Protoribates boraboraensis är en kvalsterart som beskrevs av Sellnick 1959. Protoribates boraboraensis ingår i släktet Protoribates och familjen Protoribatidae. Inga underarter finns listade i Catalogue of Life.